# Khỉ cú Azara
Khỉ cú Azara hay còn gọi là khỉ đêm miền Nam (Danh pháp khoa học: Aotus azarae) là một loài khỉ đêm có nguồn gốc từ Nam Mỹ. Nó được tìm thấy ở Argentina, Bolivia, Brazil, Peru và Paraguay. Các loài này theo chế độ một vợ một chồng, với con đực đảm nhiệm nhiệm vụ làm cha mẹ. Nó được đặt tên sau khi nhà tự nhiên học người Tây Ban Nha Félix de Azara. Loài này được Humboldt mô tả năm 1811. Mặc dù sống chủ yếu vào ban đêm, một số quần thể khỉ đêm Azara rất độc đáo giữa các loài khỉ đêm ở được hoạt động cả ngày lẫn đêm. Các loài được liệt kê như là quan tâm nhất vào Danh sách đỏ của IUCN. Chúng có 03 phân loài là:
- Khỉ đêm miền Nam Aotus azarae azarae
- Khỉ đêm Bolivia (Aotus azarae boliviensis)
- Khỉ đêm Feline (Aotus azarae infulatus)

## Đặc điểm
Trong thế giới của khỉ cú, một loài động vật linh trưởng phân bố tại Nam Mỹ, con đực đảm nhiệm phần lớn trách nhiệm nuôi con. Những con đực và con cái kết thành đôi trong phần lớn cuộc đời chúng. Loài khỉ cú Azara rất chung thủy với bạn đời của mình và rất tôn trọng chế độ một vợ một chồng. Mối quan hệ tình cảm này chỉ bị ảnh hưởng khi khỉ bố dành nhiều thời gian chăm sóc con cái của chúng. Loài khỉ cú sống chung thủy với bạn đời hơn con người. Khỉ cú sống theo đôi, và chúng rất chung thủy với nhau, xã hội loài khỉ cú Azara theo chế độ một vợ một chồng, tức là khỉ đực và khỉ cái sống thành từng đôi với nhau.
Nhưng chế độ chung thủy một vợ một chồng về mặt xã hội không tương đương với chung thủy về gene, tức là con đực và con cái chỉ tham gia quá trình sinh sản với bạn đời của mình. Nhưng thực tế là chung thủy về gen cực kỳ hiếm gặp. Để kiểm tra sự tồn tại của sự chung thủy về gene là phân tích DNA của các cặp khỉ, và kiểm tra mối liên hệ giữa khỉ bố với khỉ con. Các nhà khoa học đã phân tích những quan sát tại chỗ về hành vi của loại khỉ, cùng các mẫu gene từ 128 con khỉ gồm cả những con sống trong đàn và sống một mình, cũng như các mẫu lấy từ 35 con khỉ con là con của 17 cặp khỉ bố mẹ. Cả khỉ đực và khỉ cái trong nghiên cứu đều chung thủy với bạn đời của chúng, và những con khỉ con đều mang gen giống với khỉ bố .
Không thể xác định được ngay cái nào có ảnh hưởng trước việc khỉ bố chăm sóc khỉ con khiến khỉ mẹ chung thủy với chúng hơn, hay sự chung thủy khiến khỉ bố có xu hướng muốn chăm sóc cho khỉ con, nhưng hai điều này rõ ràng có ảnh hưởng đến nhau. Nhìn chung, khỉ đực sẽ có lợi hơn khi quan tâm tới con của chúng hơn là đi tìm bạn tình mới. Điều này đúng với những loài mà con đực khó tìm được con cái để kết đôi do điều kiện sống của chúng không cho phép. Loài khỉ cú cho thấy rằng với những điều kiện sinh thái nhất định, sự ưa thích đối phương sẽ khiến cặp đôi dành nhiều thời gian hơn cho những quan hệ gần gũi, từ đó củng cố bản năng làm cha mẹ và tăng sự chăm sóc của người cha với những đứa con. Sự chung thủy về gene chính là kết quả của việc này. 